# Patrick Haemers
Patrick Haemers, né le 2 novembre 1952 à Schaerbeek et mort le 14 mai 1993 à Forest en Belgique, est un célèbre criminel belge. 
Meneur d'un gang appelé la « bande à Haemers », il est l'auteur de nombreux méfaits, essentiellement des braquages, qui font qu'il sera rapidement considéré comme l'ennemi public no 1 en Belgique. Il est aussi surnommé « le grand blond ».

## Biographie

### Jeunesse
Patrick Haemers est le fils de Liliane et Achille Haemers, et le frère d'Eric Haemers. Patrick Haemers est issu d'un milieu aisé, son père était dans l'agriculture textile en Flandre-Occidentale, domaine dans lequel il gagna beaucoup d'argent. C'est dans le milieu des night-clubs fréquentés par des « fils de riches » que Patrick Haemers va être en contact avec le milieu de la drogue et des réseaux pédo-criminels (d’après le témoignage d’une ancienne victime, Anneke Lucas).

### Parcours criminel
En 1978, Patrick Haemers est une première fois arrêté dans le cadre d'une affaire de viol. Une fois sorti de prison, les événements s’enchaînent : en 1983, Haemers fait son premier gros coup, le jour de son anniversaire, à l'aide de trois complices, il prend 28 personnes en otages dans un centre de tri postal. Butin : 9,5 millions de francs belges (235 000 euros).
En liberté, dans les années 1980, il organise plusieurs braquages de fourgons à l'explosif : sept en deux ans. Ils rapportent au moins 85 millions de francs belges (plus de deux millions d'euros). Entourent alors Haemers : Philippe Lacroix, Basri Bajrami, Kapllan Murat, Marc Van Dam, Thierry Smars et Denise Tyack.
Le 4 novembre 1985, l'un de ses vols, réalisé à Verviers au moyen d'explosifs, cause la mort de deux postiers. Affaire sur laquelle il déclara plus tard : "Je regrette les morts énormément, je n'ai jamais voulu tuer".
Arrêté une nouvelle fois après ces événements, il réussit à s'évader.

### L'enlèvement de VDB
Le coup le plus retentissant auquel Haemers ait participé est l'enlèvement de l'ancien Premier Ministre belge Paul Vanden Boeynants. Haemers et sa bande enlèvent Paul Van den Boeynants, le 14 janvier 1989, dans son garage et le séquestrent durant un mois dans une villa du Touquet dans le nord de la France. Ils font croire à un enlèvement politique en se faisant passer pour la « Brigade Socialiste Révolutionnaire » (BSR, comme l'appellation de l'ancienne unité de la gendarmerie belge). Mais c’est bien à la suite du versement d’une rançon estimée à 63 millions de francs belges (1,5 million d'euros) qu'ils le libèrent le 13 février 1989, sain et sauf, aux abords de la gare de Tournai.
La même année, le groupe belge Brussels Sound Revolution sort deux titres consacrés à cet enlèvement, Qui (m'a enlevé) contenant des déclarations de Paul Vanden Boeynants, puis C'est moi contenant des déclarations de Haemers.

### Dernière arrestation et mort
Arrêté au Brésil en mai 1989 avec sa compagne Denise Tyack, Patrick Haemers est extradé vers la Belgique un an plus tard.
Le 14 mai 1993, pendant la période précédant son jugement, il a été retrouvé pendu au radiateur de sa cellule de la prison de Forest, une commune de Bruxelles, après l'échec de l'évasion de Philippe Lacroix.

### Vie privée
Patrick Haemers a été marié avec Denise Tyack avec qui il a eu un enfant, Kevin.

### Dans la culture
- Le scénario du film Tueurs reprend des éléments de la biographie de Patrick Haemers.

### Documentaire
- Devoir d'enquête, premier reportage : Affaire Haemers : Destin de braqueurs, diffusé le 6 février 2013 et le 2 juillet 2014 sur la Une (RTBF).

### Audiographie
- Patrick Haemers le Mesrine belge, Affaires sensibles, France Inter, 31 octobre 2022, [lire en ligne]

### Série télévisée
- Haemers, épilogue, série en 6 épisodes annoncée à Séries Mania en 2025[3], créée par Gilles Morin et Marc Goldberg, en co-écriture avec Bernard Petit et Stéphane Bergmans, [lire en ligne] avec le soutien de la Commission Série de la Fédération Wallonie-Bruxelles, [lire en ligne].